# Édouard Dubuc
Édouard-Maximilien Dubuc, dit Édouard Dubuc, né à Paris le 12 novembre 1872 et mort à Villiers-sur-Marne le 23 novembre 1945, est un ingénieur civil, homme politique nationaliste et militant antisémite. 

## Biographie
Né au no 68 de la rue de Turbigo, dans le 3e arrondissement de Paris, Édouard Dubuc est le fils de l'ingénieur civil Michel-Maximilien Dubuc. Après son service militaire, il achève ses études d'ingénieur et œuvre, avant 1900, à la tête du service de distribution d'eau d'une ville de la banlieue parisienne.
« Socialiste révolutionnaire » (mais non collectiviste) et admirateur du marquis de Morès, le jeune Dubuc appartient au groupe des étudiants antisémites de Camille Jarre. À l'automne 1896, il accède à la présidence de ce mouvement, qui deviendra la ligue de la Jeunesse antisémitique (ou Jeunesse antisémite) peu de temps après. il est secondé par son ami Émile Davout dit Jacques Cailly. À partir de 1898, l'organe de la ligue est "Le Précurseur", bimensuel puis hebdomadaire, dont Dubuc prendra la direction l'année suivante.

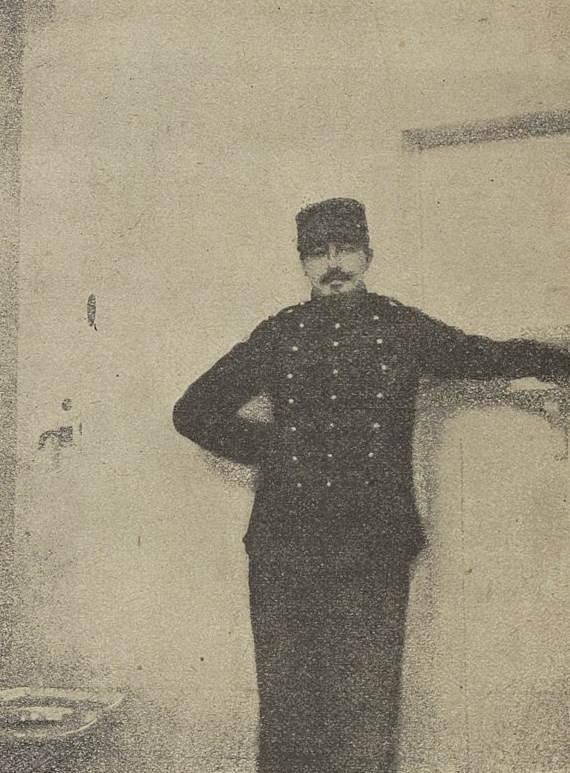
Dubuc en uniforme d'artilleur, lors de son arrestation (1899).

Malgré de faibles effectifs, la ligue, qui entretient des liens avec l'Union nationale de l'abbé Garnier et avec Marcel Habert (de la Ligue des patriotes), fait parler d'elle pendant l'Affaire Dreyfus, participant aux violentes bagarres opposant les deux camps : Dubuc lui-même est blessé de deux coups de canne lors du meeting antidreyfusard organisé en janvier 1898 par Jules Guérin. Par conséquent, la Jeunesse antisémite fait partie des organisations antidreyfusardes ciblées en 1899 par le gouvernement, qui les accuse de comploter contre le régime républicain. Le domicile de Dubuc, au no 22 de la rue de la Grange-aux-Belles (où se situe également le siège du Précurseur), déjà perquisitionné en février, l'est à nouveau en août. Le mois suivant, le réserviste Dubuc, qui accomplit alors ses 28 jours d'instruction au 4e bataillon d'artillerie de forteresse à Verdun, est mis aux arrêts. Il est traduit, avec Cailly et leur camarade normand Édouard Brunet, devant la Haute Cour. Il leur est notamment reproché un projet - en réalité peu sérieux - de coup de force contre la préfecture de Caen. Défendu par Me Evain, Dubuc est finalement acquitté le 4 janvier 1900.

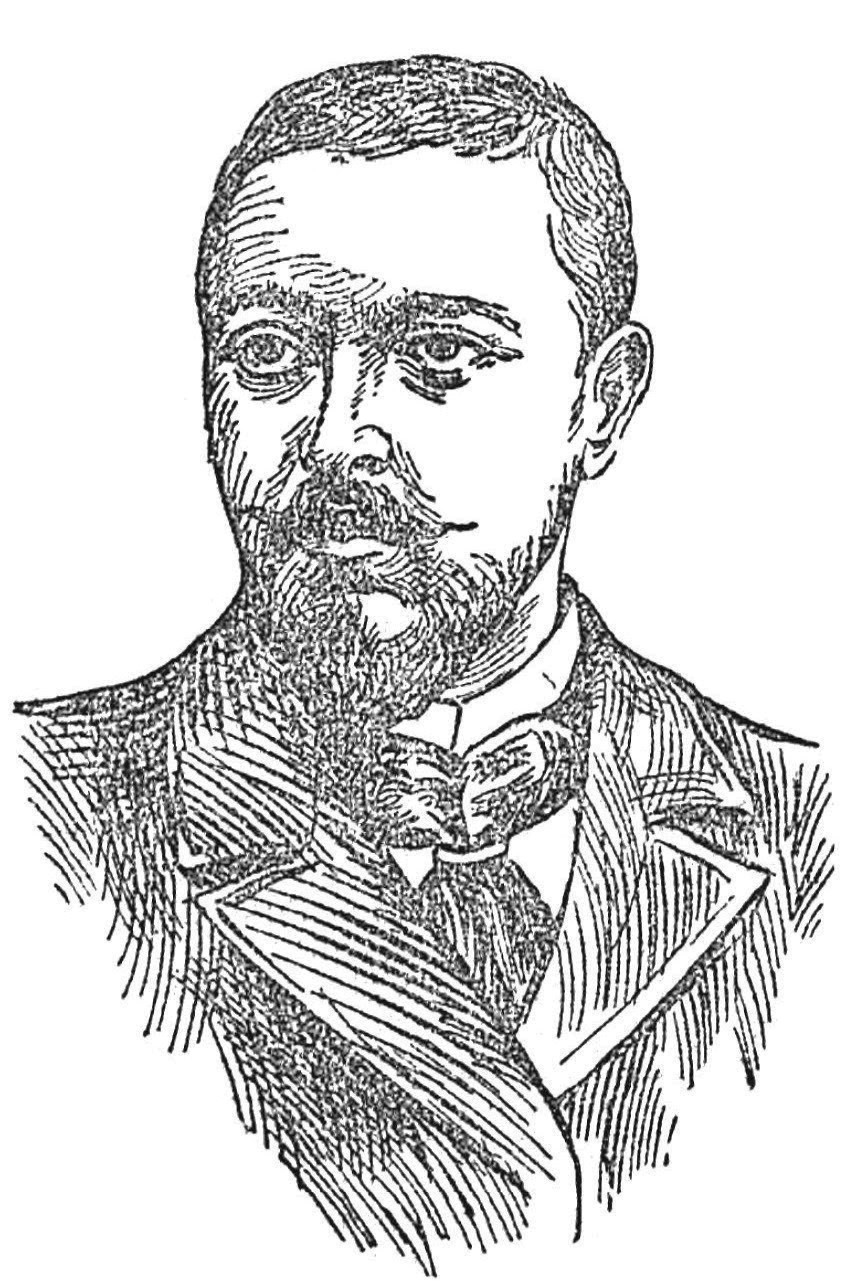
Portrait de Dubuc publié dans Le Matin (1899).

Les élections municipales de mai 1900 sont favorables aux nationalistes parisiens. Dubuc, « socialiste antisémite » et candidat du Parti républicain socialiste français de Henri Rochefort, se présente dans son arrondissement natal, dans le quartier des Arts-et-Métiers. Avec 1 330 voix, il arrive au premier tour mais en seconde position, juste derrière le conseiller municipal sortant, le socialiste Octave Blondel (1 794 voix). Entre les deux tours, le radical Gourel (807 voix) se désiste au profit de Blondel, ce qui n'empêche pas Dubuc de trouver des partisans au sein de l'électorat de Gourel, où les petits commerçants sont nombreux. Candidat de l'« Union des républicains patriotes », soutenu par les députés Paulin-Méry et Ernest Roche, l'antidreyfusard Dubuc bat Blondel au second tour par 2 234 suffrages contre 1 781.
Le 6 mai 1901, à l'issue du « Congrès antijuif de Paris » tenu salle Hamel (au no 47 de l'avenue de Wagram), Dubuc transforme la Jeunesse antisémitique en un Parti national antijuif (PNA), dont il conserve la présidence. La fondation du PNA provoque la rupture avec le célèbre directeur de La Libre Parole, Édouard Drumont. Ce dernier, qui avait soutenu la ligue de Dubuc pour contrecarrer l'influence du Grand Occident de Guérin voit en effet dans le nouveau parti un rival de son propre Comité national antijuif. À la fin de l'année 1901, Dubuc et ses partisans rompent également avec Max Régis. Ces querelles nuisent au PNA, dont les candidats aux législatives de 1902 échouent, concurrencés par d'autres nationalistes. Quelques années plus tard, Dubuc reconnaît que le Congrès antijuif « fut sans lendemain » et que « le parti [...] n'a pas pu vivre, car les politiciens de profession sont là pour étouffer les idées sincères et envelopper d'un silence hostile les efforts des militants ».

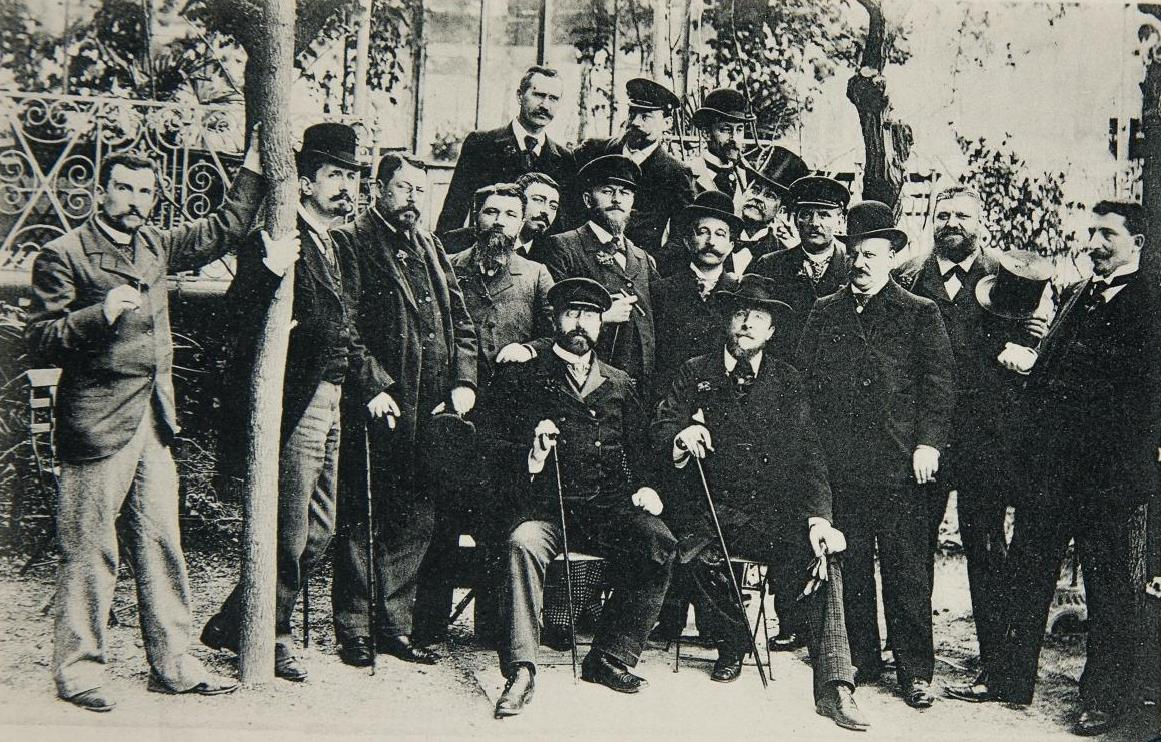
Edouard Dubuc (5ème en partant de la gauche) avec Paul Déroulède (assis à droite), Marcel Habert (assis à gauche) avec les conseillers municipaux nationalistes à Saint-Sébastien le 17 mai 1900

Insuffisamment soutenu par la Ligue de la patrie française, Dubuc est devancé au premier tour des élections municipales de mai 1904 par le radical Tantet, maire du 3e arrondissement, qui obtient 2 154 voix. Au second tour, le sortant est largement battu (avec 1 979 voix contre 2 590 à Tantet).
En 1907, il publie Socialisme et liberté, étude sociologique (Paris, Sevin fils), ouvrage préfacé par l'académicien Maurice Barrès, que Dubuc avait soutenu lors des législatives de 1898 à Nancy. L'ancien conseiller municipal y expose un antisémitisme anticapitaliste et racialiste nourri par la lecture d'Edmond Picard, de Jules Soury et d'Auguste Chirac. Il y développe aussi des idées politiques qui seront appliquées plusieurs décennies plus tard, telles que l'élection du chef de l’État au suffrage universel et la décentralisation par la création d'une vingtaine de grandes régions dotées de compétences auparavant réservées à l’État. Il reprend également les idées de Pierre-Joseph Proudhon, notamment la « socialisation des échanges » grâce à l'établissement d'un « Crédit national ».
Pendant la Première Guerre mondiale, Dubuc sert en tant que sergent d'artillerie. Par la suite, Dubuc, qui appartenait déjà à la Ligue des patriotes, devient un sympathisant de l'Action française malgré les convictions républicaines de sa jeunesse. Ses deux fils seront d'ailleurs actifs au sein du mouvement de Maurras.
Installé à Villiers-sur-Marne, en Seine-et-Oise, où il épousé Jeanne-Marie-Hélène Deshaires en 1915, il y meurt à l'âge de 73 ans le 23 novembre 1945.